# Artemisa (Marvel Comics)
Artemisa es un personaje ficticio que aparece en los cómics estadounidenses publicados por Marvel Comics. Artemisa es la diosa de la caza y la luna en el Panteón Olímpico. Zeus es su padre, y Apolo es su hermano.

## Historial de publicación
Artemisa apareció por primera vez en Thor # 129 (junio de 1966), y fue adaptada de la mitología por Stan Lee y Jack Kirby.
El personaje apareció posteriormente en Thor Annual # 5 (1976), The Avengers # 281 (julio de 1987), # 283-284 (septiembre-octubre de 1987), Incredible Hulk: Hercules Unleashed (octubre de 1996), Hercules # 4 (septiembre de 2005), Thor: Blood Oath # 3-4 (diciembre de 2005-enero de 2006), y Ares # 1 (marzo de 2006), # 3 (mayo de 2006).
Artemisa apareció como parte de la entrada "Dioses Olímpicos" en el Manual oficial de Marvel Universe Deluxe Edition # 9.

## Biografía del personaje ficticio
Artemisa viajó a la Tierra con Hermes y Dionisio para capturar a los Vengadores, a quienes Zeus culpaba por las heridas que Hércules había sufrido a manos de los Maestros del Mal. Los tres dioses lucharon contra los Vengadores, y Artemisa le disparó a la Capitana Marvel con una flecha que pasó por su estado intangible, y le dio una sacudida eléctrica en su forma humana. También capturó a la Avispa y la presentó a Zeus. Ella permaneció leal a Zeus cuando varios otros dioses se rebelaron contra él para apoyar a los Vengadores. Luchó contra la Capitana Marvel nuevamente, pero esta vez el humano la derrotó.
Apolo, Artemisa y Hefesto aparecen en una reunión con Hera y Plutón, donde Hera les revela sus planes.

## Poderes y habilidades
Artemisa posee los poderes típicos de un dios olímpico, incluida la fuerza sobrehumana, la velocidad, la durabilidad, los reflejos y la inmortalidad virtual. Artemisa también está vinculada psíquicamente con la luna y puede usar su energía mística con la suya y manipular esta energía para varios propósitos como la teletransportación, proyectar energía para curar o dañar a otros seres, y cambiar de forma (una vez se convirtió en un ciervo para atraer a Avispa en una trampa). Artemisa es también un arquero maestro y una excelente cazadora.